# 圣若望宫
43°46′24.60″N 11°15′18.43″E / 43.7735000°N 11.2551194°E

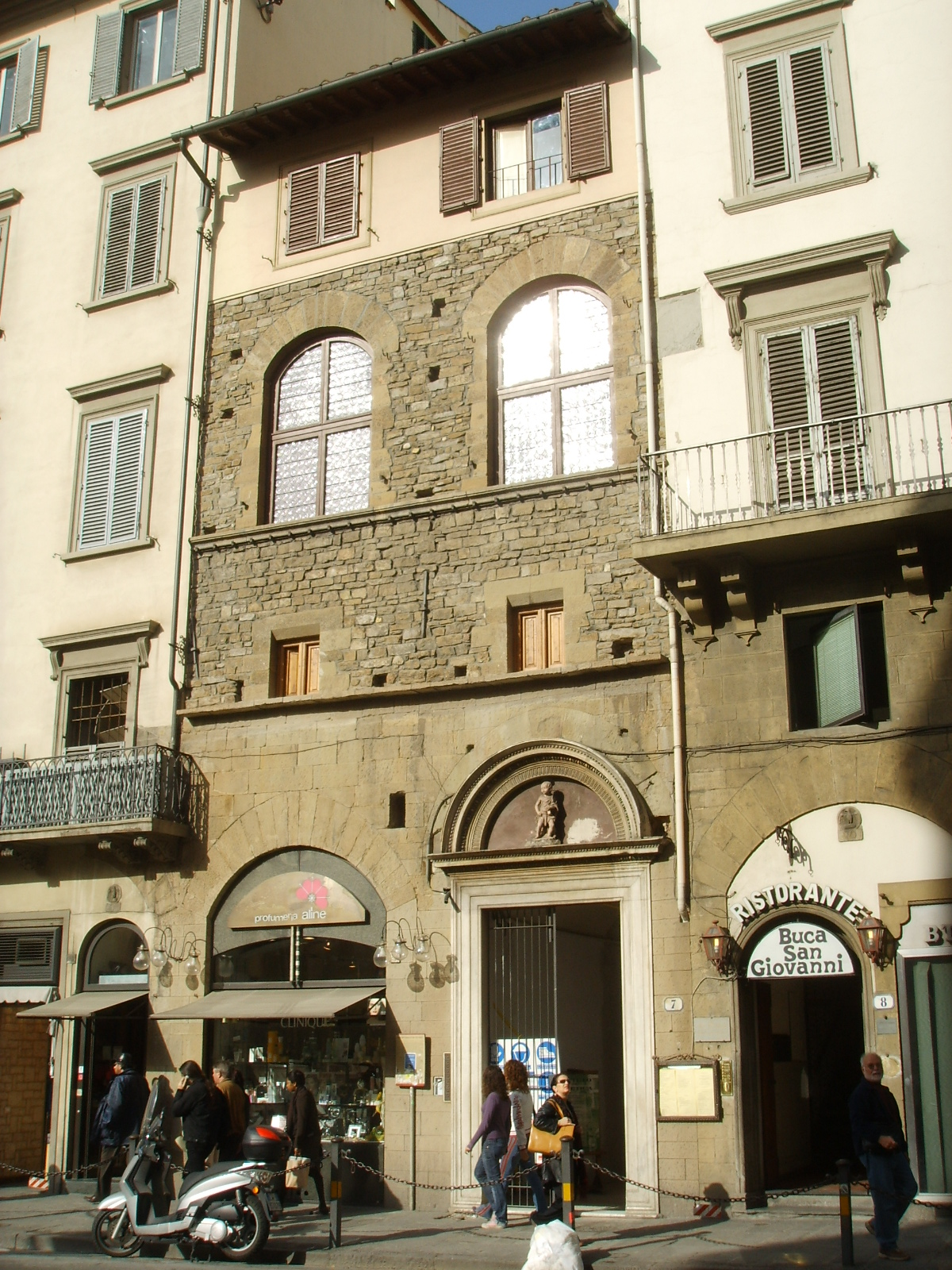

圣若望宫（palazzetto dell Opera di San Giovanni）位于意大利佛罗伦萨的圣若望广场，是佛罗伦萨圣若翰洗者洗礼堂的原神父住所。
它有一个粗糙的石头外墙，十五世纪的大门上方半月形门楣有米开罗佐圣若望像的副本，原作现藏于巴杰罗美术馆。庭院虽经改建，仍保留了十五世纪特点。堂前广场上有圣柴诺波柱（colonna di San Zanobi），描绘圣柴诺波的圣髑在429年从圣老楞佐圣殿运送至圣女莱伯拉大堂（圣母百花圣殿主教座堂现址）时，所发生的神迹。

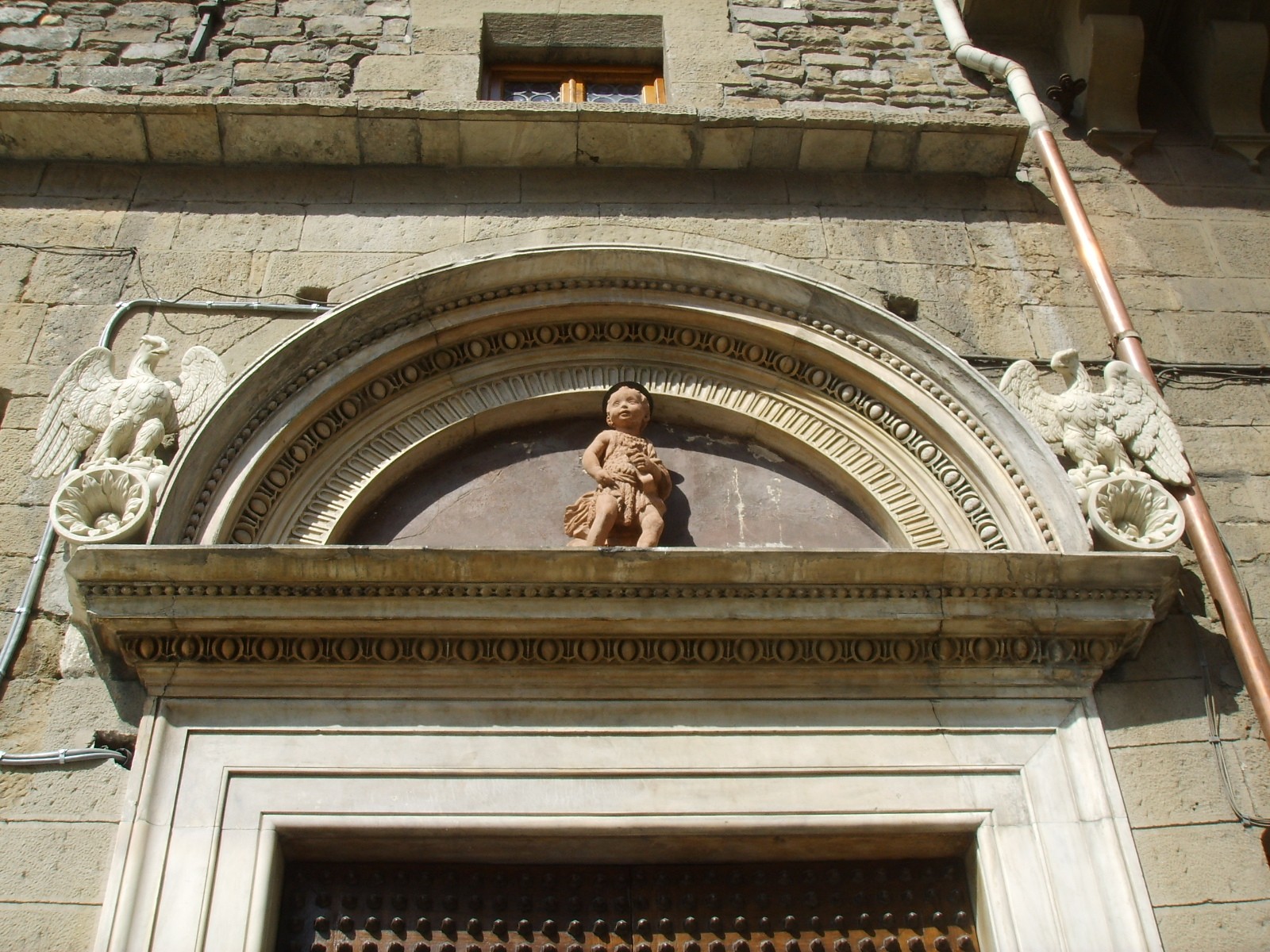
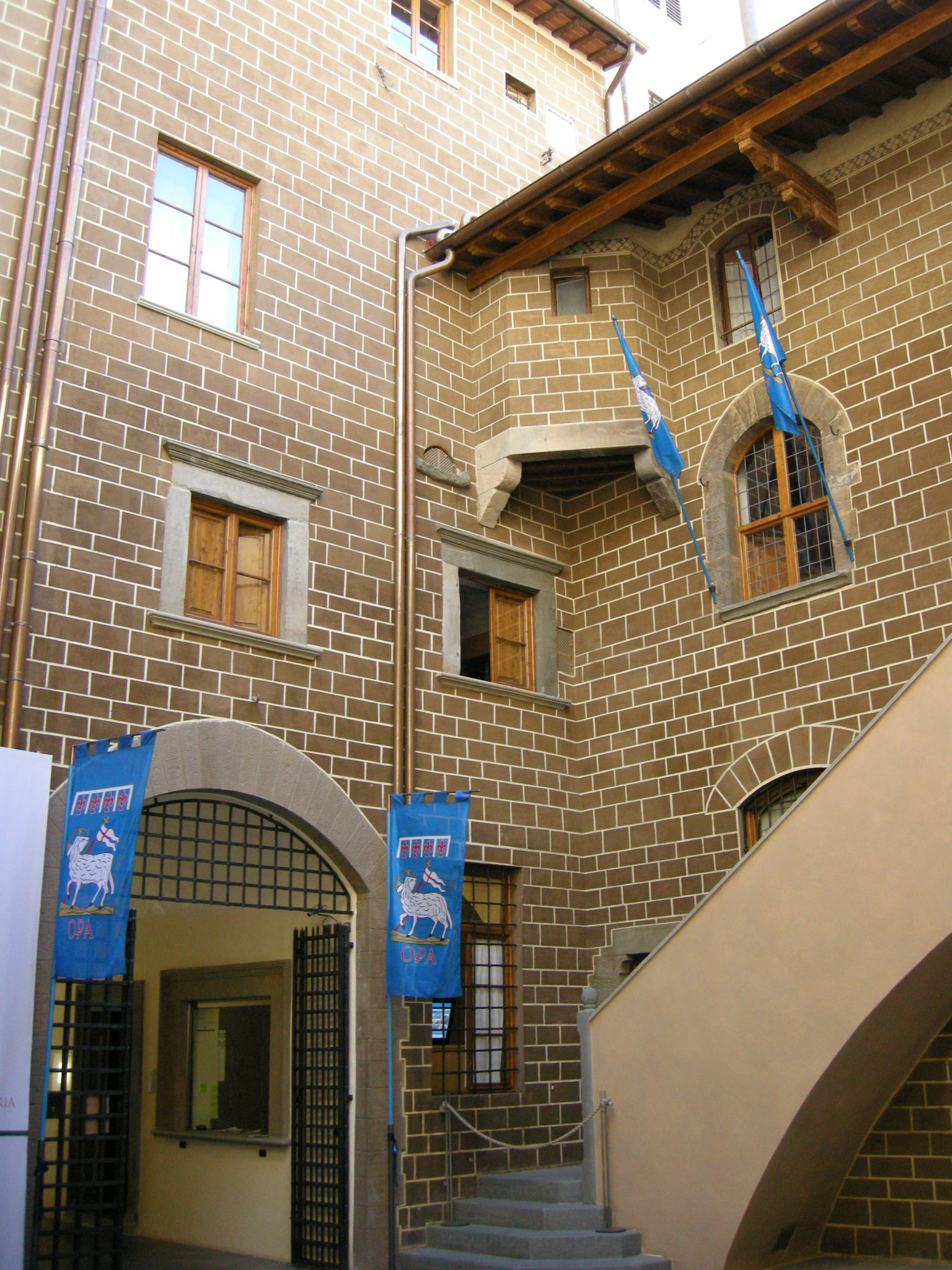
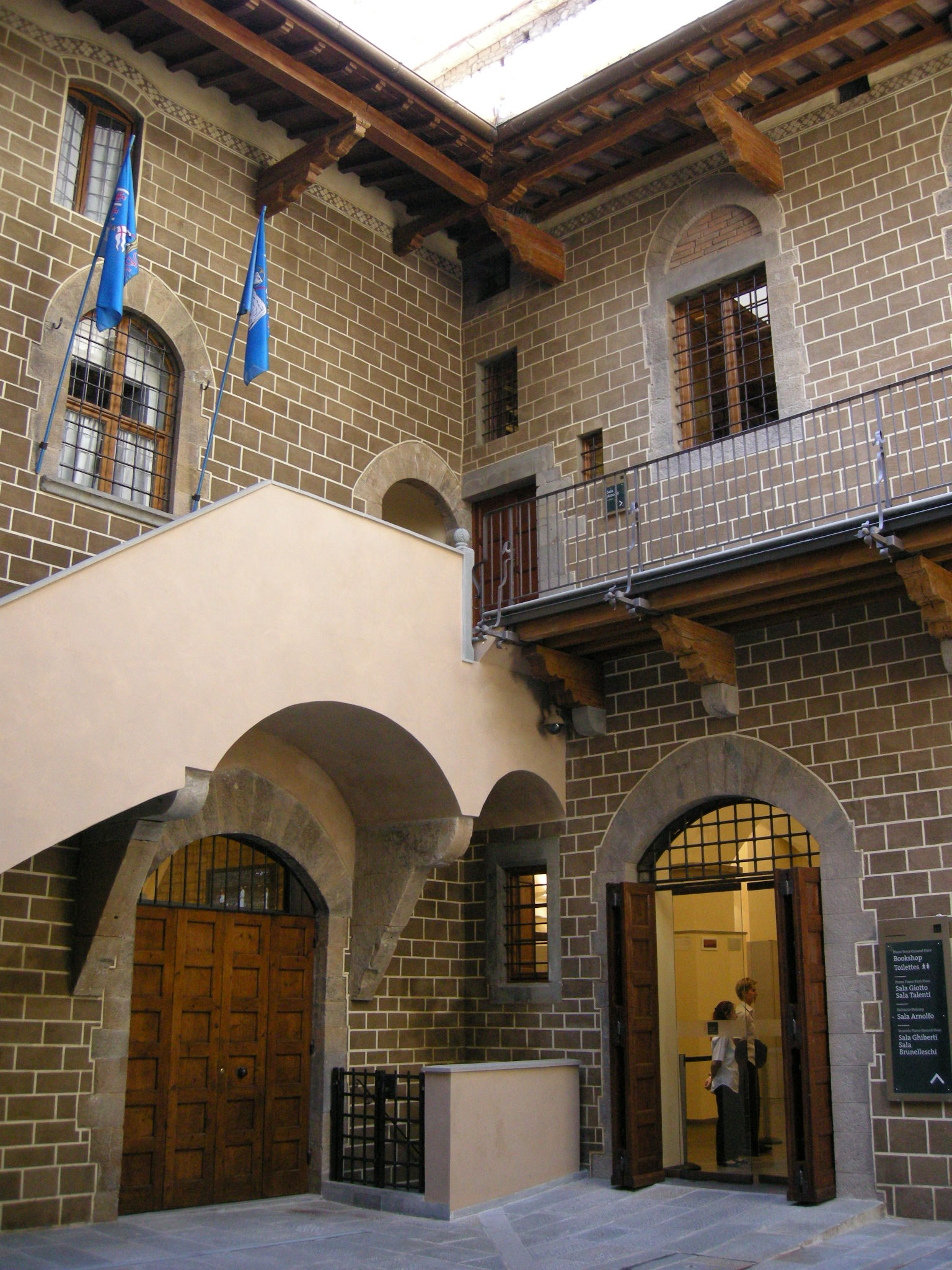